# Kropyvnytskyi
Kropyvnytskyi (tiếng Ukraina: Кропивницький) là một thành phố nằm trong tỉnh Kirovohrad của Ukraina. Thành phố Kirovohrad có diện tích km2, dân số theo điều tra vào năm 2001 là 254.103 người. Đây là thành phố lớn nhất tỉnh này.